# Yassin Moutaouakil
Yassin Moutaouakil (Nizza, 18 luglio 1986) è un ex calciatore francese, di ruolo difensore.

## Carriera

### Club
Difensore esterno destro, ha iniziato la sua carriera professionistica in Francia con lo Châteauroux, in Ligue 2, nel 2004. Con la squadra raggiunse la finale di Coppa di Francia (persa contro il Paris Saint-Germain) nel 2004, qualificandosi per la successiva Coppa UEFA 2004-2005, dove raccolse una presenza.
Nel 2007 passò, per 400.000 sterline, al Charlton Athletic, che vinse la concorrenza di Everton, Aston Villa, Celtic e Lazio.. Coi londinesi tuttavia non riuscì mai a ritagliarsi un posto da titolare, raccogliendo poche presenze, fino a che nell'estate del 2009 fu sottoposto ad un provino con il Portsmouth.
Non fu tuttavia perfezionato il passaggio, ed il giocatore andò in prestito, con un contratto fino al successivo mese di gennaio, al Motherwell, nella Scottish Premier League. Il 2 gennaio 2010 tornò al Charlton Athletic, col quale rimase fino a giugno, quando le parti risolsero consensualmente il contratto.
Moutaouakil rimase per una stagione senza squadra, e solo nel giugno del 2011 fu messo sotto contratto dall'Hayes & Yeading United Football Club.

### Nazionale
Moutaouakil vanta diverse presenze con le squadre nazionali giovanili francesi. Vinse il titolo Europeo Under-19 2005, e raccolse poi anche 5 presenze con l'Under-21, di cui fu anche capitano.

## Palmarès

### Nazionale
- Campionato d'Europa Under-19: 1

2005